# متحف بيرن التاريخي

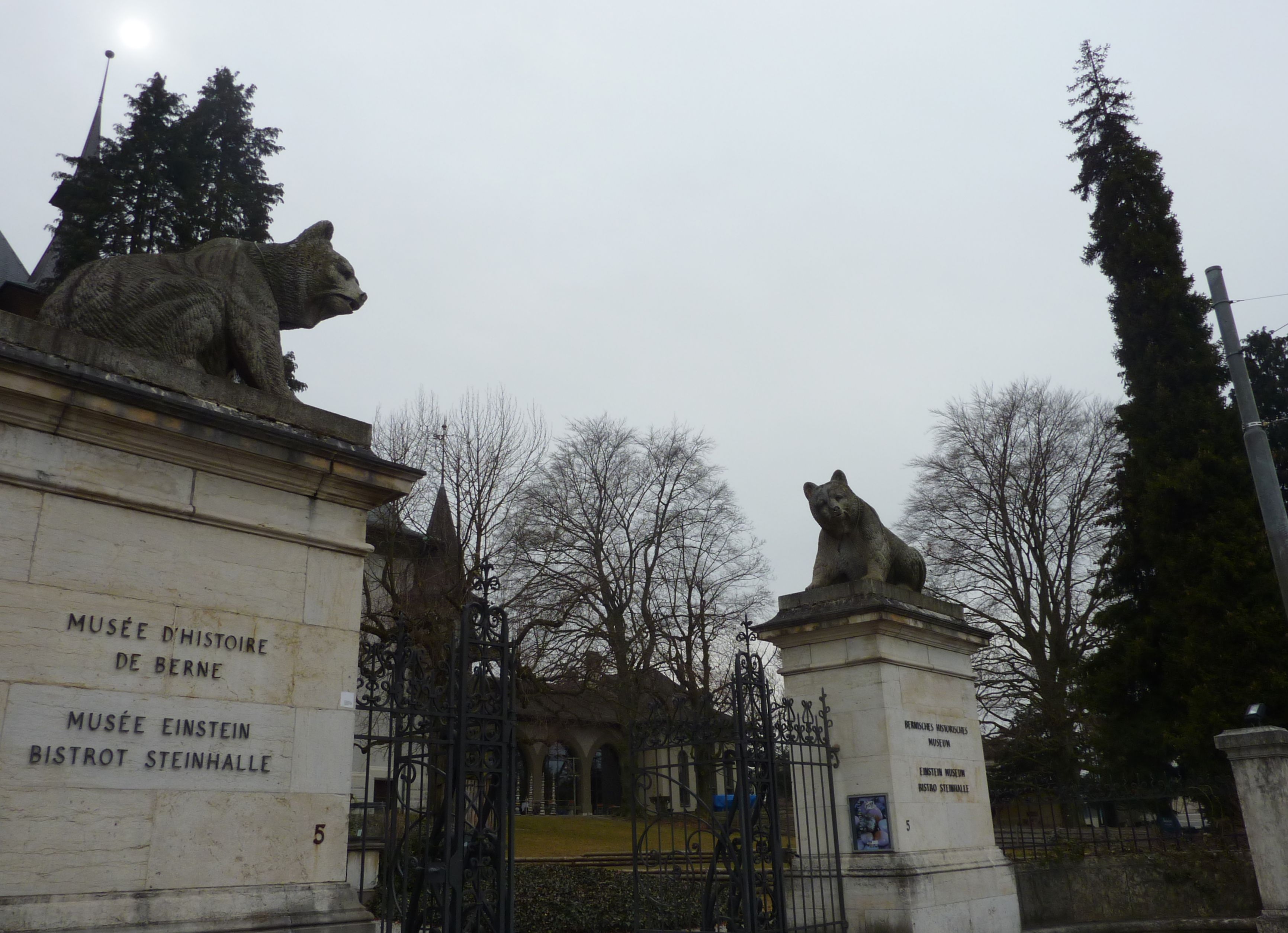
بوابات دخول متحف بيرت التاريخي

يُعتبر متحف بيرن التاريخي (بالألمانية: Bernisches Historisches Museum، بالفرنسية: Musée d’Histoire de Berne) ثاني أكبر متحف تاريخي في سويسرا، وقد صممه المعماري النوشاتيلي أندريه لامبيرت، وبُني عام 1894، وبما أنه اعتُبر في البداية المتحف الوطني لسويسرا (الذي اختيرت مدينة زوريخ لاحتضانه لاحقاً)، اختار المصمم في نموذجه قلاعاً تاريخية متنوعة من القرنين الخامس عشر والسادس عشر الميلاديين،  وقد اكتمل إنشاء ملحق لبناء المتحف الأصلي عام 2009.
ويحتوي المتحف تشكيلات تتعلق بتاريخ بيرن منذ الأزمان السابقة للتاريخ وحتى الحاضر، كما تُعرض فيه قطع أثرية من آسيا، وأوقيانوسيا، وأمريكا ومصر بشكل دائم، وتعد مجموعة تماثيل موري المصغّرة إحدى أهم القطع في تشكيلة المتحف، وتتألف من ستة تماثيل صغيرة برونزية غالو-رومانية، ويُعتبر متحف بيرن التاريخي موقعاً إرثياً ذا أهمية وطنية.

## مجموعات الآثار
تُعتبر مجموعة الآثار المقتناة أساس أي متحف، ويضم متحف بيرن التاريخي تشكيلة من حوالي 500,000 قطعة يعود تاريخها للفترة بين العصر الحجري واليوم، وتنقسم لأربعة تصنيفات: المجموعات الأثرية، والتاريخية، والنُّمّية (المتعلقة بالعملات)، والإثنوغرافية، وتُعد هذه المجموعات أرشيفاً للثقافة المادية، وجزءاً من الذاكرة التاريخية والثقافية، ويأخذ المتحف على عاتقه إغناءها وحفظها، إلى جانب دراستها والتثقيف حولها.
فلإتاحة المجموعات المقتناة للأجيال القادمة، يجب حفظها بشكل آمن وضمن ظروف مثالية، ويعتمد خيار شروط التخزين المناخية على متطلبات المادة المعنيّة، فعلى سبيل المثال، تُحفظ المواد المعدنية في بيئة أكثر جفافاً من الخشبية، وتتألف منشآت التخزين في المتحف من مساحة قدرها مجتمعةً 5000 م2، أي تساوي تقريباً مساحة طابق المعرض، كما توجد مواقع تخزين أخرى خارج المتحف.

## المجموعة الأثرية
تضم المجوعة الأثرية حوالي 200,000 قطعة، مع تمثيل جيمع الفترات والحقبات بشكل جيد، ولذلك يتمتع المتحف بسمعة جيدة بين علماء الآثار الأوروبيين، ويعود تاريخ أقدم قطع المجموعة لحوالي مليون سنة فائتة، بينما تعود أحدث القطع لبدايات العصور الوسطى، وجمع المتحف القطع الأثرية التي تم التبرع بها له في القرن التاسع عشر، ومن ثم أغنى تشكيلته في القرن العشرين بزيادة عمليات التنقيب التي يقوم بها بذاته، وتُرتّب القطع منهجياً حسب موقعها وفترتها الزمنية.
وتتعامل الأبحاث الأثرية مع الفترات الزمنية الطويلة نسبياً من التاريخ البشري قبل مجيء السجلّات المكتوبة، وتُعتبر قطع المجموعة الأثرية من الدلائل المبكرة على الوجود البشري، ولذلك يشكّل فرزها منهجياً تحدياً كبيراً من أجل إتاحتها للباحثين.

## المجموعة التاريخية
تضم المجموعة التاريخية حوالي 160,000 قطعة يعود تاريخها للفترة بين بدايات العصور الوسطى وحتى الحاضر، وقد وصلت لبيرن ثلاث مجموعات كنتيجة للحروب أو المعارك، وهي: الغنيمة البرندية من معركة غراندسون (1476)، وكنزين كنسيين من كنيسة كونيغزفيلدن (1415) وكاثيدرائية لوزان (1536)، ومن ثم أُضيف مخزون ترسانة بيرن، وتعد هذه المجموعة أرشيفاً لمواد تتعلق بكامل تاريخ سويسرا ومدينة بيرن حتى الوقت الحالي، وتجعل حالة القطع الأثرية الفردية الجيدة للغاية هذه التشكيلة فريدة من نوعها.

## المجموعة النّمّية
تحتوي هذه المجموعة حوالي 80,000 قطعة، يعود أبكرها للقرن السادس قبل الميلاد، بينما يمثّل أحدثها الحاضر، وقد أنشأت مكتبة المدينة هذه المجموعة، ووصلت للمتحف عام 1898، وتتضمن أهم التشكيلات العالمية من العملات والميداليات البيرنية، بالإضافة إلى أصبغتها، كما تُعد أحد أهم تشكيلات العملات السويسرية والقديمة (اليونانية والرومانية) في سويسرا، وعلاوة على ذلك، تضم مجموعة مشهورة عالمياً وفريدةً وطنياً من العملات الشرقية، وتُعد التشكيلة بأكملها مصدراً مهماً للباحثين في سويسرا وخارجها. 

## المجموعة الإثنوغرافية
تتضمن المجموعة الإثنوغرافية حوالي 60,000 قطعة من جميع أنحاء العالم منذ حوالي 4000 سنة قبل الميلاد وحتى اليوم، وقد وصلت التشكيلة الأولى لبيرن منذ زمن طويل كالقرنين السابع عشر والثامن عشر، حيث حُفظت فيما يسمى الأنتيكواريوم قبل افتتاح متحف بيرن التاريخي، وقد أرسل جامعون عاشوا خارج سويسرا أو كانوا يسافرون بكثرة العديد من تلك القطع للمتحف، وتُعتبر هذه المجموعة ثالث أكبر تشكيلة لوصف الأعراق البشرية في سويسرا.
ويحاول مجال الإثنوغرافيا أو وصف الأعراق البشرية استيعاب السمات المميزة لمختلف الثقافات من وجهة نظرها الخاصة، وتوضيح العلاقات بين تلك الثقافات، وتقّدر قطع المتحف بهيئتها الثقافية والفنية جوانب مختلف الآراء العالمية.

## متحف آينشتاين
اعتُبر متحف آينشتاين في البداية معرضاً مؤقتاً عام 2005، ولكنه أًصبح بعد ذلك متحفاً مخصصاً لحياة ألبيرت آينشتاين، واضع النظرية النسبية، وأعماله أثناء إقامته في بيرن، وكجزء من متحف بيرن التاريخي، خُصّصت مساحة قدرها 1000 م2 لعرض ما يقارب 550 مجسماً أصلياً وصوراً مطابقة، بالإضافة إلى 70 فيلماً والعديد من الرسوم المتحركة عن سيرة هذا الفيزيائي النابغ واكتشافاته المذهلة، وجوانب حياته الشخصية والمهنية، إلى جانب تصوير تاريخ عصره خلال عشرينيات القرن العشرين.
كما فُتح البيت الذي سكن فيه (المسمى بـEinsteinhaus) في تلك الفترة (بين عامي 1903 و1905) للعامّة، ولكنه يقع في مكان آخر ضمن المدينة ذاتها، ويكلّف رسوم دخول منفصلة.
يتألف منزل آينشتاين من ثلاث طوابق، تُركت معظمها على حالتها الأصلية، بينما رُمّم البعض منها في الذكرى السادسة والعشرين لعرض المنزل، وأُضيفت بعض التعديلات التجديدية على المدخل والسلّم، ليرحبّا بالزوار بتصوير لمجرة درب التبانة، كما خُصّص الطابق الثالث بأكمله كمعرض لتقديم سيرة آينشتاين الذاتية وإنجازاته، بالإضافة إلى مقطع فيديو مدته 20 دقيقة يعرض حياته، وأفكاره وأعماله، كما تُباع في هذا المعرض أصناف متنوعة من الكتب، والمنشورات والبطاقات البريدية.